# بابلو غولدستاين
بابلو غولدستاين (بالإسبانية: Pablo Goldstein)‏ هو موسيقي أرجنتيني، ولد في 3 فبراير 1950 في بوينس آيرس في الأرجنتين.